# Losón (Villa de Cruces)
Losón (oficialmente San Pedro de Losón) es una parroquia española del municipio de Villa de Cruces, perteneciente a la provincia de Pontevedra, en la comunidad autónoma de Galicia. 

## Historia
Hacia mediados del siglo XIX, el lugar, ya por entonces perteneciente a Carbia, tenía contabilizada una población de 155 habitantes. Aparece descrito en el décimo volumen del Diccionario geográfico-estadístico-histórico de España y sus posesiones de Ultramar de Pascual Madoz con las siguientes palabras:

LOSON (San Pedro): felig. en la prov. de Pontevedra (9 leg.), part. jud. de Lalin (2 1/2), dióc. de Lugo (12), ayunt. de Carbia (1 1/4): sit. á la der. del r. Deza, con libre ventilacion y clima saludable. Tiene unas 30 casas distribuidas en las ald. de Ferbenza, Lamela-do-medio, Lamela-do-cabo, Outeriño y Pazo. La igl. parr. (San Pedro), de la cual es aneja la de Santiago de Fontao, se halla servida por un cura de segundo ascenso, de patronato real y ecl. Confina el term. N. Bodaño; E. Sta. Eulalia de Loson; S. Ponte, y O. Saidres. El terreno tiene monte y llano, y es de buena calidad. le cruza un arroyo que va á desaguar al r. Deza, el cual pasa por la parte occidental de la felig. Los caminos son locales, y tambien atraviesa por el térm. el que desde la inmediata prov. de la Coruña se dirige á la de Orense, enlazándose con otros que conducen á distintos puntos. prod.: algun trigo, centeno, maiz, castañas, patatas, legumbres, hortaliza y pastos; se cria ganado vacuno, lanar y cabrío, caza y pesca de varias clases. pobl.: 31 vec., 155 alm. contr. con su ayunt. (V.).
(Madoz, 1847, p. 389)

En 2022, tenía empadronados 82 habitantes.